# Puccinellia macropus
Puccinellia macropus är en gräsart som beskrevs av Lev Melkhisedekovich Kreczetowicz. Puccinellia macropus ingår i släktet saltgrässläktet, och familjen gräs. Inga underarter finns listade i Catalogue of Life.